# Дакота Фанинг
Хана Дакота Фанинг (енгл. Hannah Dakota Fanning; Конјерс, 23. фебруар 1994) америчка је глумица. Стекла је глумачки углед као дете, истакавши се најпре у филму Зовем се Сем са седам година. Њена сестра је Ел Фанинг.

## Детињство и породица
Дакота је рођена у Конјерсу у Џорџији у САД, 23. фебруара 1994. године у спортској породици. Школовала се у Конвигтону. Њена мајка Хетер Џој била је професионална тенисерка, а отац Стивен Фанинг играо је бејзбол у нижим лигама. Дакотин деда по мајци је Рик Аригтон, бивши играч америчког фудбала. Дакотин отац бави се продајом електронике, док је млађа сестра Ел Фанинг, по угледу на Дакоту, такође позната глумица.

## Глумачка каријера
Као врло мала, Дакота је показала интересовање за глуму и била је уписана у глумачку радионицу где је играла у представама.
Професионалну каријеру је започела 1999. године појавивши се у реклами за детерџент Тајд. Наредне године је добила епизодну улогу у телевизијској серији Ургентни центар, куће Ен-Би -Си, што јој је прва значајнија и њој једна од омиљених улога. Следило је гостовање је у низ серију попут: Али Мекбил, Место злочина, Адвокатура, Малколм у средини, Породични човек и друго.
Године 2001. изабрана је да глуми поред Шона Пена у филм Зовем се Сем, о менталном хендикепираном човеку који се бори за старатељство над ћерком, коју глумила управо Дакота. Шон Пен је номинован за Оскара, док је осмогодишња Дакота добила номинацију за престижну награду Удружења филмских глумаца САД (енгл. Screen Actors Guild Award), што је чини најмлађом глумицом која је икада номинована за ту награду. За улогу је освојила награду за најбољег младог глумца Удружења телевизијских филмских критичара (енг. Broadcast Film Critics Association). Холивуд Репортер је Дакоту оценио као "анђела са интелигенцијом" и да је улогу у филму изнела као вишегодишњи професионалац.
Дакота је наредних година добијала низ улога у екипама са познатим и уваженим глумцима и редитељима, освајајући и њих и критичаре. Неке од њих биле су у филмовима: Алабама, слатки доме из 2002, Девојке из горњег дела града из 2003. године, У жару освете из 2004, Девет живота, Жмурке, Рат светова, Сањар: инспирисано истинитом причом из 2005. године. Уважени критичар Роберт Еберт је за Дакоту написао да је она професионалац са само 10 година и да чини да њене улоге освајају срца.
Позната глумица Глен Клоус, која је била део екипе филма Девет живота, похвалила је Дакоту као талентовану стармалу.
Критичар Чак Вилсон је писао да је млада глумица надмашила Роберта Де Нира у филму Жмурке.
Крис Кристоферсон, који је тумачио улогу деке Дакотиног лика у филму Сањар, рекао је за њу да је она реинкарнација глумице Бет Дејвис.
Дакота је током овог период снимала за анимиране филмове Лило и Стич 2 и Коралина, позајмљујући глас ликовима, девојчицама, Лило и Коралини. Лило и Стич 2 је изашао 2005. а Коралина тек 2009. године.
Дакота је наставила са опсежним снимањима наредних година. Ту се издвајају улоге у контроверзном филму Хаундог из 2006, и Тајном животу пчела из 2008. године, које представљају њен прелаз ка улогама за одрасле младе људе. Док је као дете била позната по улогама интелигентне и зреле деце , у тинејџерским годинама је играла више девојака са проблемима.
Током 2006. позвана је да се придружи Академији филмских уметности и наука (енгл. Academy of Motion Picture Arts and Sciences), која додељује Оскара, поставши са 12 година њен најмлађи члан у историји. Магазин Форбс је током исте године рангирао на месту број 4 на листи Познати испод 21. године који највише зарађују, са процењеном зарадом од 4 милиона долара у тој години. На листи истог магазина 2009. године заузела је треће место међу најцењенијим млађим звездама, зарадивши око 14 милиона долара.
Дакота Фанинг била је део филмске саге Сумрак, филмова Млад Месец из 2009. године, Помрачење из 2010. и Праскозорје 2 из2012.године, глумећи лик Џејн која је део вампирског клана Волтури.
У играном филму Ранавејс из 2010. године глумила је певачицу Шери Кари заједно са Кристен Стјуарт која је играла улогу Џоан Џет. Филм је добио углавном позитивне критике, а младе глумице похвале за улоге.
Током друге деценије овог века играла је углавном у филмовима са мањим буџетом, маркетиншком кампањом и зарадом у односу на период пре тога. Ту спадају филмови: Сада је добро из 2012. године, Веома добре девојке и Ноћни потези из 2013. године, Свака тајна ствар из 2014, Бримстон и Америчка пасторала из 2016. године, Помогни, молим те из 2017. године.
Била је део глумачке екипе Океанових 8 из 2018. године, а у филму Било једном у Холивуду глуми Скики Фром, део клана Менсон.

## Приватни живот
Дакота Фанинг је 2011. године завршила приватну средњу школу Кемпбел Хол (енг. Campbell Hall School) у Лос Анђелесу. Након тога је од 2011. до 2014. године студирала женске студије, са фокусом на приказивање жена у филму и култури, на факултету Фелатин (енг. Gallatin School of Individualized Study) Универзитета у Њујорку.
Свој приватни живот настоји држати далеко од очију јавности.

## Филмографија
| Улоге Дакоте Фенинг |                                   |               |                        |             |
| Година              | Српски назив                      | Изворни назив | Улога                  | Напомена    |
| 2001.               | Божић Бата                        |               | Клери                  | кратки филм |
| 2001.               | Мачори                            |               | девојчица у парку      |             |
| 2001.               | Зовем се Сем                      |               | Луси Дајмонд Досон     |             |
| 2002.               | У замци                           |               | Абигијел Џенингс       |             |
| 2002.               | Алабама, слатки доме              |               | млада Мелани           |             |
| 2002.               | Отети                             |               | Алисон „Али“ Кларк/Кис |             |
| 2002.               | Ивица и Марица                    |               | Кејти                  |             |
| 2003.               | Детињаста дадиља                  |               |                        |             |
| 2003.               | Мачак са шеширом                  |               | Сали Волден            |             |
| 2003.               | Ким Опаснић: Временска ситуација  |               | Ким                    | глас        |
| 2004.               | У жару освете                     |               | Пита                   |             |
| 2005.               | Девет живота                      |               | Марија                 |             |
| 2005.               | Жмурке                            |               | Емили Калавеј          |             |
| 2005.               | Рат светова                       |               | Рејчел Феријер         |             |
| 2005.               | Лило и Стич 2                     |               | Лило                   |             |
| 2005.               | Сањар                             |               | Кејл Крејн             |             |
| 2006.               | Шарлотина мрежа                   |               | Ферн                   |             |
| 2007.               | Ловачки пас                       |               | Луелен                 |             |
| 2007.               | Катлас                            |               | Лејси                  | кратки филм |
| 2008.               | Тајни живот пчела                 |               | Лили Овенс             |             |
| 2009.               | Коралина                          |               | Коралина Џоунс         | глас        |
| 2009.               | Неухватљива будућност             |               | Кејси Хоумс            |             |
| 2009.               | Фрагменти                         |               | Ен Хејген              |             |
| 2009.               | Млади месец                       |               | Џејн Волтури           |             |
| 2010.               | Ранавејси                         |               | Шери Кари              |             |
| 2010.               | Сумрак сага: Помрачење            |               | Џејн Волтури           |             |
| 2012.               | Сумрак сага: Праскозорје — 2. део |               | Џејн Волтури           |             |
| 2012.               | Силија                            |               | Хана Џоунс             | кратки филм |
| 2012.               | Живот у мотелу                    |               | Ени Џејмс              |             |
| 2012.               | Сад је добро                      |               | Теса Скот              |             |
| 2013.               | Ноћна кретања                     |               | Дина Брауер            |             |
| 2013.               | Последње од Робина Худа           |               | Беверли Адланд         |             |
| 2013.               | Врло добре девојке                |               | Лили Берџер            |             |
| 2014.               | Ефи Греј                          |               | Ефи Греј               |             |
| 2014.               | Свака тајна ствар                 |               | Рони Фулер             |             |
| 2014.               | Виена и Фантоми                   |               | Вијена                 | није изашао |
| 2014.               | Жута птица                        |               | Делф                   | глас        |
| 2015.               | Френи                             |               | Оливија                |             |
| 2016.               | Бримстон                          |               | Лиз                    |             |
| 2016.               | Америчка пасторала                |               | Мери Левов             |             |
| 2016.               | Бекство                           |               | Лили                   | кратки филм |
| 2017.               | Зигот                             |               | Баркли                 | кратки филм |
| 2017.               | Помогни, молим те                 |               | Венди                  |             |
| 2018.               | Оушнових 8                        |               | Пенелопа Стерн         |             |
| 2019.               | Било једном у Холивуду            |               | Скики Фром             |             |
| 2019.               | Лептири у стомаку                 |               | Лили Абдал             |             |

## Награде и номинације
| Година | Награда                                    | Категорија                                                                          | Дело                    | Резултат   | Реф.   |
| ------ | ------------------------------------------ | ----------------------------------------------------------------------------------- | ----------------------- | ---------- | ------ |
| 2001.  | Удружења телевизијских филмских критичара  | Најбољи млади глумац                                                                | Зовем се Сем            | Освојено   | [ 23 ] |
| 2002.  | Друштво филмских критичара Лас Вегаса      | Млади у филму                                                                       | Зовем се Сем'           | Освојено   | [ 24 ] |
| 2002.  | Удружење филмских глумаца                  | Најбоља глумица у споредној улози                                                   | Зовем се Сем            | Номинација | [ 25 ] |
| 2002.  | Награда Сателит                            | Најбољи нови таленат                                                                | Зовем се Сем            | Освојено   |        |
| 2002.  | Удружење филмских критичара Чикага         | Глумац који највише обећава                                                         | Зовем се Сем            | Освојено   |        |
| 2002.  | Награде младих глумаца                     | Најбоља глума у играном филму - Главна млада глумица испод десет година             | Зовем се Сем            | Освојено   | [ 26 ] |
| 2003.  | Награде младих глумаца                     | Најбоља глума у ТВ филму, минисерији или специјалу – главна млада глумица           | Отети                   | Освојено   | [ 27 ] |
| 2003.  | Награде Сатурн                             | Најбоља споредна глумица на телевизији                                              | Отети                   | Номинација |        |
| 2004.  | Награде младих глумаца                     | Најбоља глума у играном филму – главна млада глумица                                | Мачка у шеширу          | Номинација | [ 28 ] |
| 2005.  | Награде младих глумаца                     | Најбоља глума у играном филму– главна млада глумица                                 | У жару освете           | Номинација | [ 29 ] |
| 2005.  | Награде Готам                              | Најбоља глумачка екипа                                                              | Девет живота            | Номинација | [ 30 ] |
| 2005.  | Интернационални филмски фестивал у Локарну | Најбоља глумица                                                                     | Девет живота            | Освојено   |        |
| 2005.  | МТВ филмска награда                        | Најбоља глума у хорор филму                                                         | Жмурке                  | Освојено   | [ 31 ] |
| 2005.  | Ирске филмске и телевизијске награде       | Најбоља инострана глумица                                                           | Рат светова             | Номинација | [ 32 ] |
| 2005.  | Удружење телевизијских филмских критичара  | Најбоља млада глумица                                                               | Рат светова             | Освојено   |        |
| 2006.  | МТВ филмске награде                        | Најбоља глума у хорор филму                                                         | Рат светова             | Номинација | [ 33 ] |
| 2006.  | Награде Сатурн                             | Најбољи млади глумац                                                                | Рат светова             | Освојено   | [ 34 ] |
| 2006.  | ШоВест награда                             | Глумица године                                                                      | Дакота Фенинг           | Освојено   | [ 31 ] |
| 2006.  | Nickelodeon Kids' Choice Awards            | Омиљена филмска глумица                                                             | Сањар                   | Номинација |        |
| 2006.  | Награде младих глумаца                     | Најбоља глума у играном филму (комедија или драма) – најбоља млада глумица          | Сањар                   | Освојено   | [ 35 ] |
| 2006.  | Fangoria Chainsaw Awards                   | Најбоља глумица                                                                     | Жмурке                  | Номинација |        |
| 2006.  | Broadcast Film Critics Association         | Најбоља млада глумица                                                               | Шарлотина мрежа         | Номинација |        |
| 2007.  | Награде младих глумаца                     | Најбоља глума у играном филму– водећа млада глумица                                 | Шарлотина мрежа         | Номинација | [ 36 ] |
| 2007.  | Nickelodeon Kids' Choice Awards            | Омиљена филмска глумица                                                             | Шарлотина мрежа         | Освојено   |        |
| 2008.  | Black Reel Awards                          | Најбоља глумачка екипа                                                              | Танји живот пчела       | Номинација |        |
| 2008.  | Удружење телевизијских филмских критичара  | Најбоља млада глумица                                                               | Тајни живот пчела       | Номинација |        |
| 2008   | Холивудски филмски фестивал                | Екипа године                                                                        | Тајни живот пчела       | Освојено   |        |
| 2009.  | Удружење телевизијских филмских критичара  | Награда Удружења телевизијских филмских критичара за најбољег младог глумца/глумицу | Тајни живот пчела       | Номинација |        |
| 2009.  | Награде младих глумаца                     | Најбоља глума у играном филму (комедија или драма)– Главна млада глумица            | Тајни живот пчела       | Освојено   | [ 37 ] |
| 2009.  | Palm Springs International Film Festival   | Звезда у успону                                                                     | Дакота Фенинг           | Освојено   | [ 38 ] |
| 2010.  | Награде младих глумаца                     | Најбоља глума у синхронизацији – млади глумац                                       | Коралина                | Номинација | </ref> |
| 2010.  | МТВ филмске награде                        | Награда за најбољу пољубац                                                          | Ранавејс                | Номинација | [ 39 ] |
| 2010.  | Награде тинејџера                          | Награда филмске сцене која осваја – за жену                                         | Сумрак сага: Млад месец | Номинација |        |
| 2013.  | Награде националне уметности               | Награда породице Бел за младу глумицу                                               | Дакота Фенинг           | Освојено   |        |
| 2018.  | Награда Сатурн                             | Најбоља споредна глумица на телевизији                                              | Психијатар              | Номинација | [ 40 ] |